# Jacek Woźny
Jacek Woźny (ur. 20 sierpnia 1962 w Bydgoszczy) – polski historyk i archeolog, profesor nauk humanistycznych, profesor zwyczajny Uniwersytetu Kazimierza Wielkiego w Bydgoszczy i rektor tej uczelni w kadencjach 2016–2020 i 2020–2024.

## Życiorys
Absolwent bydgoskiego VI Liceum Ogólnokształcącego. Następnie kształcił się w zawodzie technika żeglugi śródlądowej w Policealnym Studium Żeglugi Śródlądowej w Bydgoszczy. Studia z zakresu archeologii ukończył w 1987 na Uniwersytecie Mikołaja Kopernika w Toruniu. W 1994 na Uniwersytecie im. Adama Mickiewicza w Poznaniu uzyskał stopień doktora nauk humanistycznych w zakresie archeologii. Promotorem jego pracy, zatytułowanej Symbolika wody w wierzeniach społeczeństwa Niżu Polskiego od neolitu do wczesnej epoki żelaza, był Tadeusz Makiewicz. Stopień doktora habilitowanego uzyskał w 2000 również na UAM w oparciu o rozprawę zatytułowaną Symbolika przestrzeni miejsc grzebalnych w czasach ciałopalenia zwłok na ziemiach polskich. 13 stycznia 2009 otrzymał tytuł profesora nauk humanistycznych.
W pracy zawodowej specjalizuje się w zagadnieniach z zakresu archeologii w tym archeologii pradziejowej, symboliki wierzeń pradziejowych i wczesnośredniowiecznych. Powołany na wiceprezesa, a następnie na członka zarządu Bydgoskiego Towarzystwa Naukowego.
W latach 1987–1989 pracował w urzędzie wojewódzkiego konserwatora zabytków w Bydgoszczy. Od 1989 zawodowo związany z bydgoską uczelnią – Wyższą Szkołą Pedagogiczną, Akademią Bydgoską i następnie Uniwersytetem Kazimierza Wielkiego. W 2010 doszedł do stanowiska profesora zwyczajnego w Instytucie Historii i Stosunków Międzynarodowych.
W latach 1999–2002 był prorektorem WSP i następnie Akademii Bydgoskiej ds. dydaktycznych. Od 2002 do 2008 pełnił obowiązki prodziekana ds. nauki Wydziału Humanistycznego, a w 2008 objął stanowisko dziekana tego wydziału. 30 marca 2016 został wybrany na nowego rektora UKW (z kadencją od 1 września 2016), otrzymując 84 ze 120 głosów elektorskich i wygrywając tym samym z Ryszardem Gerlachem. 19 maja 2020 został wybrany na kolejną kadencję, pokonując stosunkiem głosów 78:39 profesora Bernarda Mendlika.
W wyborach w 2024 z listy Koalicji Obywatelskiej kandydował do Sejmiku Województwa Kujawsko-Pomorskiego, nie uzyskując mandatu; objął go jednak jeszcze w tym samym roku w miejsce Łukasza Krupy.

## Odznaczenia
W 1998 został odznaczony Srebrnym Krzyżem Zasługi.

## Wybrane publikacje
- Symbolika wody w pradziejach Polski (1996, ISBN 83-7096-141-X)
- Symbolika przestrzeni miejsc grzebalnych w czasach ciałopalenia zwłok na ziemiach polskich: od środkowej epoki brązu do środkowego okresu lateńskiego (2000, ISBN 83-7096-342-0)
- Pradzieje Solca Kujawskiego na tle pogranicza kujawsko-pomorskiego (2001, ISBN 83-913207-5-8)
- Archeologiczne skarby pradziejów Bydgoszczy od paleolitu do początku Średniowiecza (2003, ISBN 83-7322-527-7)
- Czerwona ochra i ziarna zbóż: symbolika odrodzenia zmarłych w obrzędach pogrzebowych kultur archaicznych międzymorza bałtycko-pontyjskiego (2005, ISBN 83-7096-548-2)
- Wiara z demonem w tle: studia nad materialnymi śladami przekazu informacji na ziemiach polskich do schyłku XVIII wieku (2008, współautor, ISBN 978-83-7611-014-1)
- Archeologia kamieni symbolicznych. Od skały macierzystej do dziedzictwa przodków (2014, ISBN 978-83-7096-951-6)
- Archeologia i społeczeństwo. Wędrówki śladami wzajemnych relacji (2017, ISBN 978-83-8018-121-2)
- Archeologia Szubina na tle dziejów Pałuk i regionu kujawsko-pomorskiego (2018, ISBN 978-83-8018-189-2)
- Człowiek i środowisko w dziejach dorzecza Brdy. Studium archeologiczno-historyczne (2019, ISBN 978-83-8018-292-9)
- Archetypowa symbolika antropo-zoomorficzna od paleolitu do czasów historycznych (2023, ISBN 978-83-8018-563-0)